# Józef Małek (partyzant)
Józef Małek (ur. 10 czerwca 1923  w Seredzicach, zm. 12 lipca 2023) – polski partyzant, architekt, działacz środowisk kombatanckich.  
Pochodził z rodziny rolniczej. W Seredzicach ukończył szkołę powszechną, następnie rozpoczął naukę w Szkole Technicznej w Radomiu. Do wybuchu wojny ukończył 2 klasy. Należał do harcerstwa.  
W styczniu 1940 roku wstąpił do konspiracyjnej organizacji Orzeł Biały, gdzie przyjął pseudonim Tygrys. Włączył się też w działalność Szarych Szeregów. W czerwcu 1940 ukończył kurs podoficerski. Działał w ramach Akcji N, lecz w marcu 1941 Gestapo złapało go z kilkoma harcerzami na drukowaniu Biuletynu Informacyjnego. Józefowi Małkowi udało się uciec z ciężarówki wiozącej ich na przesłuchanie. Następnie ukrywał się w Chwałowicach, gdzie działał w Związku Odwetu, a następnie w Kedywie. W sierpniu 1943 dołączył do oddziału partyzanckiego Antoniego Hedy, z którym brał udział w rozbiciu więzienia w Końskich oraz zabrania 2,5 miliona zł z kasy zakładów zbrojeniowych “Herman Goering Werke” w Starachowicach. 
W lutym 1945 zorganizował pluton samoobrony, którego zadaniem było uwalnianie osób uwięzionych przez NKWD. Pluton przeprowadził kilka udanych akcji odbijania więźniów, brał też udział w uwolnieniu więźniów z więzień w Kielcach (4/5 sierpnia 1945) i Radomiu (9/10 września 1945).  
Po rozwiązaniu WiN wyjechał do Wrocławia i Katowic. Proponowano mu przerzut na Zachód, ale zrezygnował z tej możliwości, nie chcąc porzucić narzeczonej, Danuty Pawlickiej, którą poznał w 1943, gdy, ranny w akcji partyzanckiej, ukrywał się w domu jej rodziców. 
Ponieważ ojciec Danuty Pawlickiej otrzymał gospodarstwo w Strzelinie, Józef Małek zamieszkał z nimi, ożenił się i rozpoczął pracę oraz kurs maturalny. Jednak wkrótce odkryto jego przynależność do AK i został aresztowany. Zwolniony po dwóch tygodniach, przeniósł się z żoną do Wrocławia, gdzie ukończył technikum budowlane i zaczął studia na Politechnice Wrocławskiej. W sierpniu 1947 roku został aresztowany przez UB i uwięziony Kielcach. Za przynależność do AK, NIE i WiN, posiadanie broni oraz używanie fałszywych dokumentów groziła mu kara śmierci. Został uniewinniony i zwolniony dzięki wstawiennictwu Ormian z Armii Czerwonej, których ocalił kiedyś od rozstrzelania przez Niemców.  
Po powrocie do Wrocławia ukończył ukończył studia w Wyższej Szkole Inżynierskiej (z Politechniki został relegowany po aresztowaniu). Pracował jako architekt we Wrocławiu i na Ziemiach Zachodnich. Na początku lat 80 XX wieku przeszedł na emeryturę.  
Po 1989 zaczął działać w Światowym Związku Żołnierzy Armii Krajowej, w latach 1993-2002 był wiceprezesem Oddziału Dolnośląskiego tej organizacji. Został awansowany na stopień pułkownika, odznaczony Krzyżem Srebrnym Orderu Virtuti Militari oraz Krzyżem Walecznych. Otrzymał też Medal Zasłużonych dla miasta Erywania.
W 2002 roku przeprowadził się do Konstancina-Jeziorny. W 2005 roku wydał wspomnieniową książkę „Zapomnieć nie umiem”.. Pochowany na Cmentarzu Wojskowym na Powązkach w Warszawie.